# Mausoleum van Skanderbeg

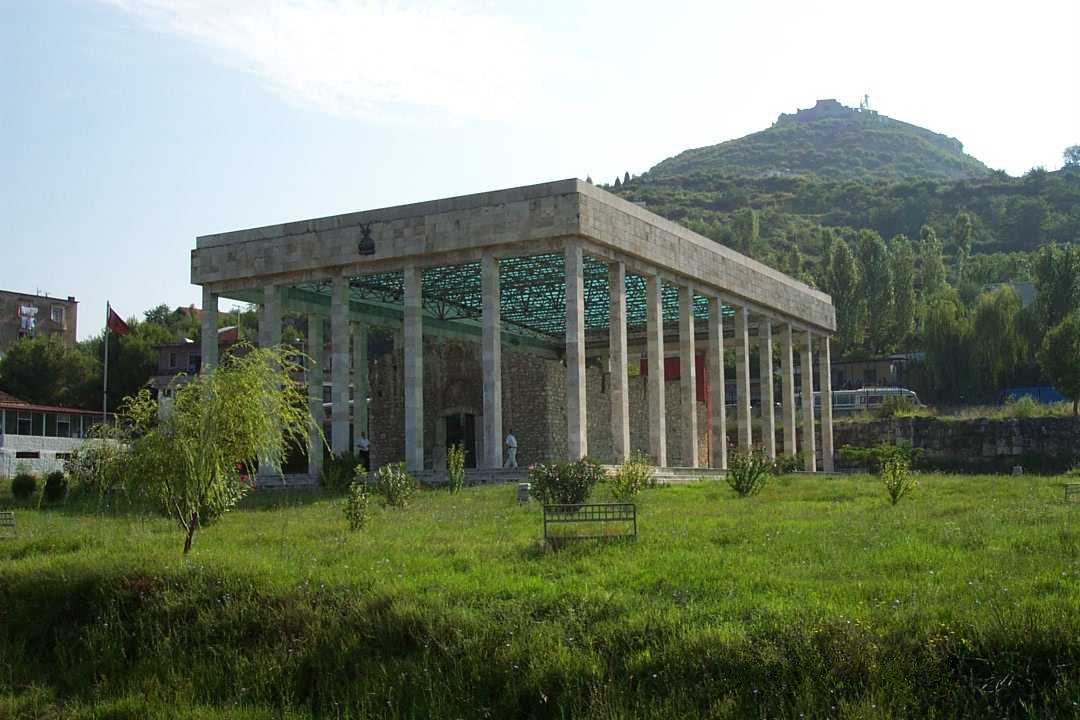
Het mausoleum, gebouwd om de resten van de kathedraal

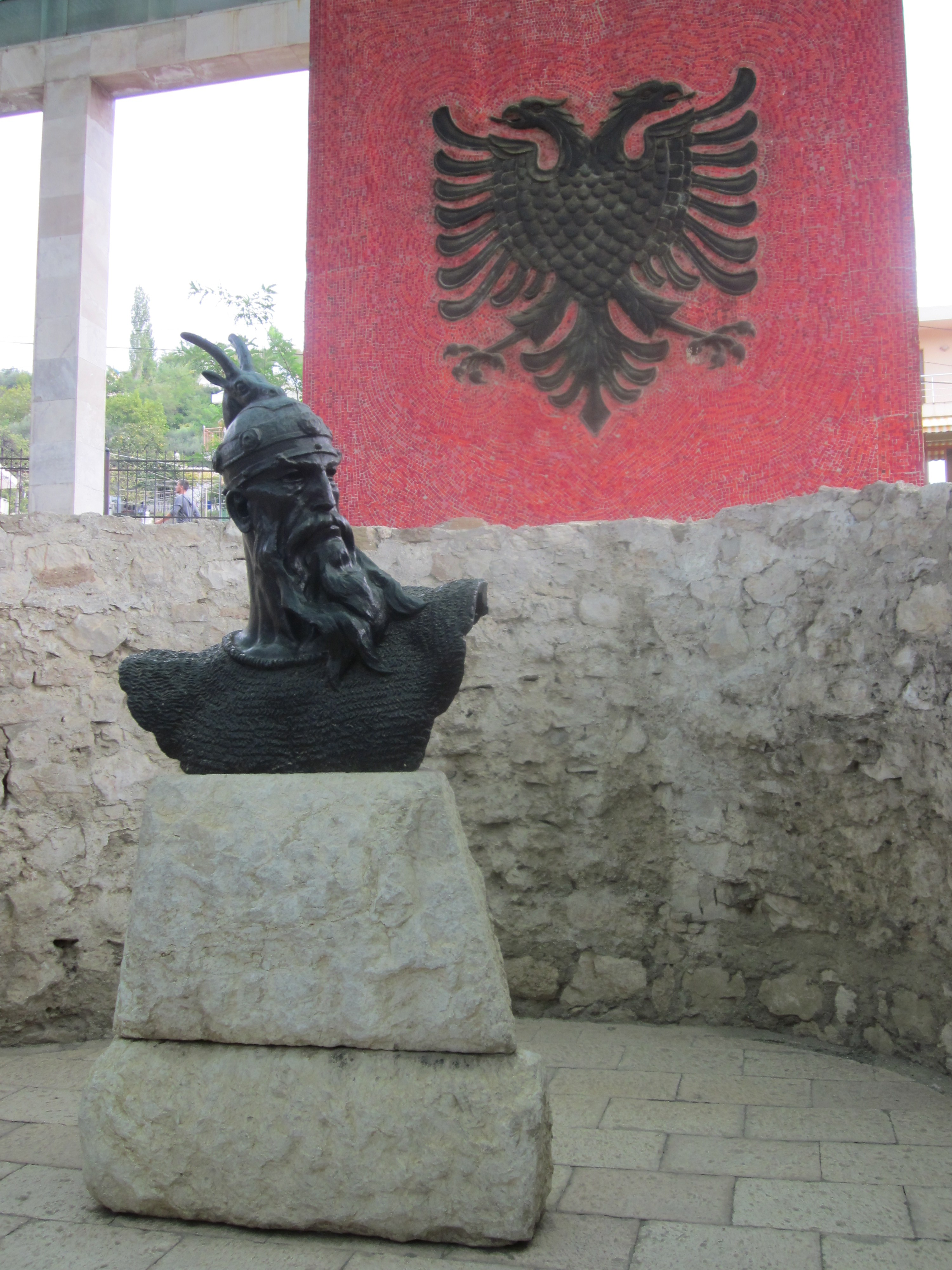
Buste van Skanderbeg in het mausoleum

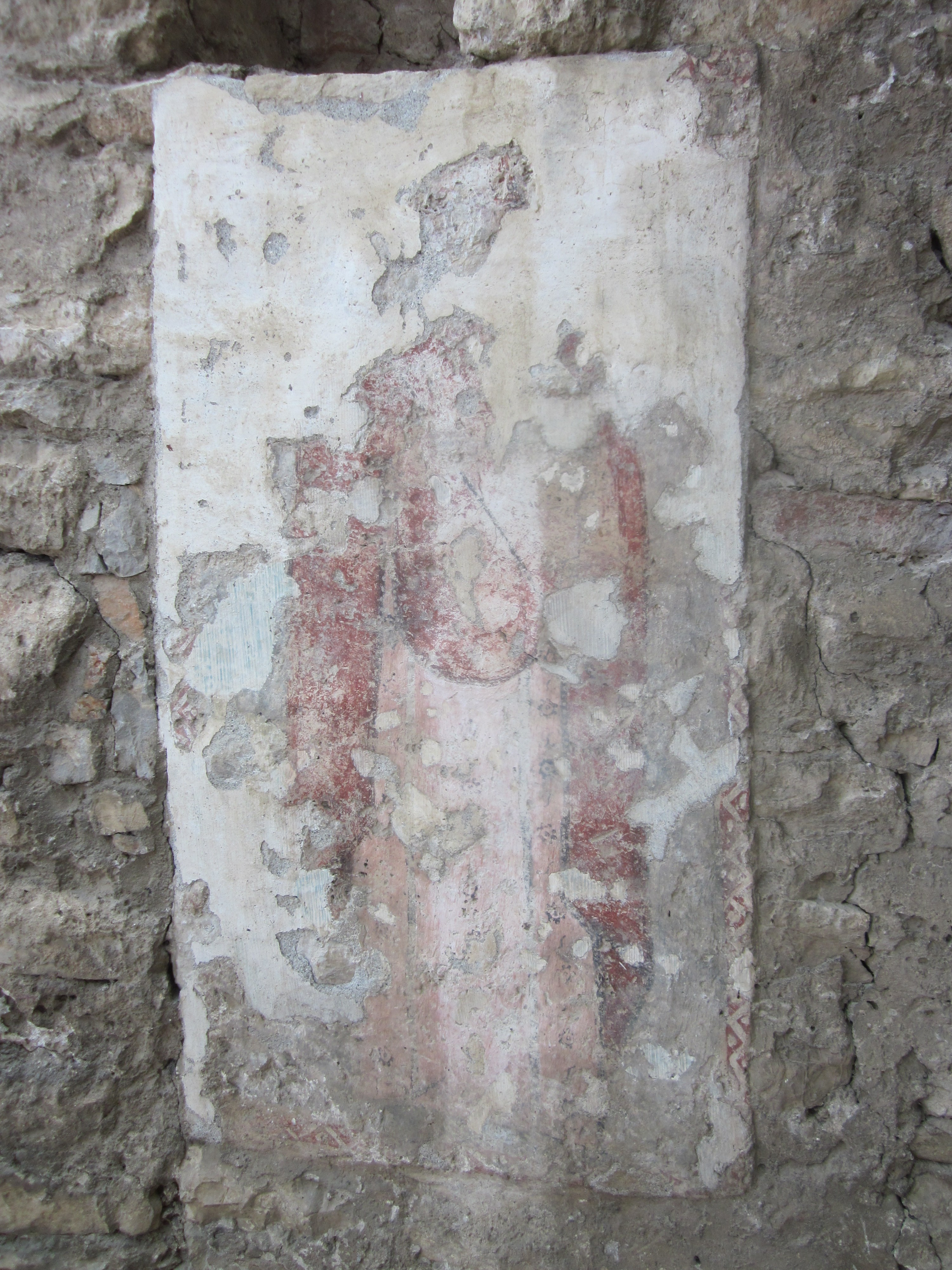
Fresco van Sint-Nicolaas

Het Mausoleum van Skanderbeg (voorheen achtereenvolgens de Sint-Nicolaaskathedraal en de Selimiye-moskee) is een monument in de Albanese stad Lezhë, ter ere van de nationale held Gjergj Kastrioti (1405-1468), die tijdens zijn leven de eretitel "Skanderbeg" meekreeg. Het mausoleum bevindt zich in de resten van de vroegere Sint-Nicolaaskathedraal, waar Skanderbeg begraven is. 
Op 2 maart 1444 werd Skanderbeg in de kathedraal van Lezhë door de Albanese vorsten uitgeroepen tot hun leider in de strijd tegen de Ottomaanse overheersers. Daar ontstond de Liga van Lezhë. Toen Lezhë in 1479 alsnog in Turkse handen kwam, werd de Sint-Nicolaaskathedraal van Lezhë geplunderd. De Ottomaanse overheersers islamiseerden de bevolking en maakten een moskee van de kathedraal. Tegen de buitenwanden werd een minaret geplaatst. Kort nadat in 1967 Albanië tot atheïstische staat werd uitgeroepen, en alle religieuze gebouwen vernietigd werden of een andere bestemming kregen, werd de minaret van de voormalige kathedraal verwijderd, en werd het gebouw omgevormd tot een mausoleum voor Skanderbeg. Sporen op de buitenwand herinneren nog aan de plaats waar de minaret gestaan heeft, en in de kathedraal zelf zijn op de achterwand nog de laatste sporen van een fresco met daarop Sint-Nicolaas te zien. 
In het mausoleum bevinden zich replica's van het zwaard en het hoofddeksel van Skanderbeg, en een buste. Achter de buste van Skanderbeg hangt een mozaïek van de vlag van Albanië, die is afgeleid van het familiewapen van de Kastrioti's. Op de zijwanden van de kathedraal hangen wapenschildjes die alle 25 veldslagen van de Liga van Lezhë symboliseren, waarvan Skanderbeg er slechts één verloren had. 